# Razi Mousavi
Razi Mousavi (en persa: سید رضی موسوی) va ser un general iranià que va servir en la Força Quds de la Guàrdia Revolucionària Islàmica. Va morir en un atac aeri d'Israel a Sayyidah Zaynab, al Rif-Dimashq, Síria durant la guerra entre Israel i Gaza de 2023. En el moment de la seva mort, Mousavi era considerat el comandant militar més influent de l'Iran a Síria.

## Carrera militar
Mousavi va servir a Síria sota el comandament de la Força Quds paramilitar iraniana des de la dècada de 1980, facilitant la transferència d'armes i fons al grup paramilitar libanès Hezbol·là.
L'any 1990, va assumir el papaer d ecap de la divisió logística iraniana a Síria, coneguda com Unitat 2250. Al llarg de la guerra civil siriana, Mousavi va fer front a múltiples intents d'assassinat orquestrats per Israel.

## Mort
Va morir el 25 de desembre de 2023 en un atac aeri israelià dirigit a una residència a Sayyidah Zaynab, 10 km (6 milles) al sud de Damasc, en plena guerra entre Israel i Gaza. La seva mort va representar l'assissant de més alt rang d'un alt oficial militar iranià d'ençà de l'assassinat de Qasem Soleimani.

### Reaccions
Hores després de l'incident, la Guàrdia Revolucionària va dir en un comunicat que, "Sens dubte, el règim sionista usurpador i bàrbar pagarà per aquest crim."
El president iranià Ebrahim Raisi va anomenar l'assassinat de Mousavi com "un signe que la frustració i la feblesa del règim sionista en la regió, pel qual, de ben segur en pagarà un preu".
El ministre d'afers exteriors sirià, Faisal Mekdad també va condemnar l'atac.
Hamàs va dir en un comunicat que "l'assassinat de Mousavi en territori sirià és un crim, una violació de la sobirania àrab i que és un atac cobard [que] amenaça la seguretat i l'estabilitat de tota la regió".
En un comunicat l'organització libanesa Hezbol·là va titllar l'acció d'Israel "una agressió clara i descarada que creua tots els límits."
El Gihad Islàmic palestí va descriure l'assassinat de Mousavi per part d'Israel com un "crim covard".